# Anna Haava
Anna Haava, właściwie Haavakivi (ur. 3 października?/15 października 1864 w Haavakivi, zm. 13 marca 1957 w Tartu) – estońska poetka i tłumaczka, pisała wiersze od 22 do 90 roku życia. W jej liryce pojawia się tematyka miłosna i społeczna oraz elementy refleksyjne.  

## Biografia
Urodziła się 3 października?/15 października 1864 (lub dzień później) jako Anna Rosalie Espenstein w chłopskiej rodzinie na farmie Haavakivi w parafii Kodavere jako Anna Rosalie Espenstein. Początkową edukację odbierała w szkołach przy myzie Pataste i Saare-Vanamõisa, następnie w niemieckojęzycznej szkole profesora Hoffmanna w Dorpacie, a ostatecznie w tamtejszej średniej szkole dla dziewcząt – Stadttöcherschule zu Dorpat (1880–1884). Po ukończeniu edukacji uzyskała uprawnienia nauczycielskie, pracę w zawodzie rozpoczęła w dorpackim przedszkolu . 
W latach dziewięćdziesiątych XIX wieku dużo podróżowała. W 1892 roku udała się w celach leczniczych do Lipska, skąd wróciła w roku następnym. W rodzinnych stronach zajmowała się przez kilka miesięcy umierającą siostrą Liisą. W 1894 roku wyjechała do centralnych guberni Imperium Rosyjskiego. Zarabiała na życie jako nauczycielka i pielęgniarka, pracując w stolicy i innych miejscach. W 1899 roku powróciła do Haavakivi, gdzie pomagała bratu w prowadzeniu gospodarstwa. Przebyła tam długotrwałą chorobę . 
W 1906 roku Anna Haava osiadła w Juriewie (jak podówczas nazywano dzisiejsze miasto Tartu) i oddała się pracy literackiej. Pisywała głównie na zlecenie i dokonywała przekładów, przez pewien czas była współredaktorką pisma „Postimees”. Jej ciężka sytuacja materialna poprawiła się w 1920 roku, kiedy otrzymała pisarską emeryturę (ponownie przyznaną w 1945 roku). W 1922 roku została członkinią założycielką Związku Pisarzy Estońskich . 
Oficjalne obchody dziewięćdziesiątych urodzin Anny Haavy odbyły się w 1954 roku na Uniwersytecie w Tartu. Poetka została uhonorowana tytułem Ludowego Pisarza ESRR, na jej cześć nazwano też jedną z ulic w Tartu .
Zmarła 13 marca 1957 roku w Tartu, w wieku 92 lat .
Do 1939 roku nosiła nazwisko Havakivvi, a po nim Haavakivi .

## Twórczość
Anna Haava zadebiutowała literacko latem 1886 roku, na łamach gazety „Postimees”. Pod pseudonimem Üks Eesti neiu napisała wiersz Koidulale, adresowany do zmarłej właśnie poetki Lydii Koiduli .
W jej twórczości poetyckiej wyróżniane są trzy okresy. Pierwszy, XIX-wieczny, obejmuje wiersze zamieszczone w trzech tomach Luuletused (1888–1897). Był to etap poezji romantycznej, której nastrój Endel Nirk porównał do młodzieńczej twórczości Heinricha Heinego przemieszanej z estońską poezją ludową. W wierszach tych występował nastój typowej dla ludów północy surowości, pojawiały się w nich nawiązania do świata przyrody .
Wraz z tomem Lained pol. Fale (1906) poetka zaczęła interesować się kwestiami społecznymi. Piętnowała w swych wierszach dyskryminację etniczną i niesprawiedliwość spotykającą ciężko pracujących ludzi. W swoich wierszach wyrażała protest i rozpacz, posługiwała się też ironią. Opisywała też w szczegółowy sposób życie wiejskie. W okresie tym Anna Haava pisała również wierszem białym i prozą .   
W trzecim okresie w liryce Haavy silniej zaznaczały się wątki osobiste. Poetka przedstawiała swoją determinację kierowania się własnymi standardami moralnymi, w wierszach dominuje nastrój smutku. W tym czasie poetka przestałą podążać za rozwojem estońskiej liryki . Działalność literacka Haavy była długa, ostatnie wiersze pisała jeszcze w wieku 90 lat. 
Poza własnym pisarstwem Anna Haava tłumaczyła również dzieła niemieckich klasyków oraz Szekspira i Andersena, a także prace dotyczące mitów antycznych .

### Lista dzieł[3][5]
Tomy poezji
- Luuletused I (1888) pol. Wiersze
- Luuletused II (1890)
- Luuletused III (1897)
- Lained (1907) pol. Fale
- Ristlained (1910)
- Põhjamaa lapsed (1913) pol. Dzieci północy
- Meie päevist (1920) pol. Z naszych dni
- Siiski on elu ilus (1930) pol. Życie jest mimo wszystko piękne
- Laulan oma eesti laulu (1935) pol. Śpiewam swoją estońską pieśń
- Luule (2008) – zbiór 700 wierszy

Inne
- Peotäis tõtt (1900) – zbiór aforyzmów
- Lembitu tütar (1908) – libretto do opery Artura Lemby
- Väikesed pildid Eestist (1911) – prozatorski opis rodzinnego domu
- Mälestusi Laanekivi Manni lapsepõlvest (2006) pol. Dziecięce wspomnienie Manna Laanekiviego – opowiadanie autobiograficzne

Tłumaczenia na język estoński
- Johann Wolfgang von Goethe, Egmont
- Friedrich Schiller, Wilhelm Tell
- Hugo von Hofmannsthal, Ödipus und die Sphinx
- William Szekspir, Sen nocy letniej
- Hans Christian Andersen, Baśnie

### Recepcja
Anna Haava należy do najpopularniejszych estońskich poetów. Sławę wśród Estończyków zdobyła pod koniec XIX wieku .
Jej wiersze często przerabiane były na piosenki, udźwiękowiono ponad 200 utworów. Jako pierwsza dokonała tego Miina Härma w 1887 roku, piosenki na podstawie utworów Haavy tworzyli też Mart Saar i Karl August Hermann. Pieśni te pojawiały się następnie na Estońskich Festiwalach Pieśni i Tańca . 
Poezja Haavy była tłumaczona na języki: angielski, esperanto, fiński, łotewski, niemiecki, rosyjski, szwedzki, węgierski i włoski.